# Dalton Trumbo
Dalton Trumbo (teljes nevén: James Dalton Trumbo) (Montrose, Colorado, 1905. december 9. – Los Angeles, Kalifornia, 1976. szeptember 10.) kétszeres Oscar-díjas amerikai forgatókönyvíró, író, újságíró, filmrendező. A hidegháború elején kommunista nézeteik vagy párttagságuk miatt üldözött, bebörtönzött és foglalkoztatási tilalommal („feketelista”) sújtott hollywoodi tizek egyike.
Legnagyobb sikereit a Római vakáció, A bátor, a Spartacus, az Exodus, az Ilyenek voltunk valamint a Pillangó című filmek forgatókönyveivel aratta. Több filmet régi forgatókönyveinek felhasználásával forgattak újra évekkel halála után. Legutóbb a Pillangót 2017-ben.
A Joseph McCarthy szenátor nevével fémjelzett kommunistaüldözés korszakában a vallomás megtagadása miatt a Kongresszus megsértése vádjával bebörtönözték és feketelistára tették. Életének ezt a nehéz időszakát, másfél évtizedét Bruce Cook Dalton Trumbo című könyve alapján filmesítették meg (Trumbo, 2015).
Ebben az időszakban néhány forgatókönyvéhez más filmes írók, például Ian McLellan Hunter adták a nevüket, illetve többet különféle álneveken írt (pl. Robert Rich), de sok esetben a filmet egyszerűen az író, forgatókönyv író feltüntetése nélkül mutatták be.
Bernard Malamud regényéből írt Az ezermester (The Fixer, 1968, rendezte: John Frankenheimer) című filmje kapcsán, amit Budapesten a Mafilm stúdiójában forgattak, járt Magyarországon is.

## Fiatalkora
A coloradoi Montrose-ban született. Szülei Orus Bonham Trumbo és Maud Tillery. Családjával még 1908-ban Grand Junctionbe költöztek. Trumbo büszke volt őseire, például a svájci protestáns Jacob Trumbora, aki 1736-ban telepedett le Virginia kolóniában. Trumbo a Grand Junction-i Gimnáziumban (Grand Junction High School) érettségizett. Még a középiskolai évei alatt dolgozott Walter Walkernél, a Grand Junction Daily Sentinel című lapnál. Mint riporter gyakornok bírósági, iskolai és halálozási hírekről valamint a civil szervezetekkel kapcsolatos eseményekről tudósított. Két évig a Colorado Egyetem hallgatója volt Boulderben, és közben riporterként dolgozott a Boulder Daily Camerának. Emellett írt az egyetem humormagazinjába, évkönyveibe és újságjába is. Az egyetemen a Delta Tau Delta Nemzetközi Testvériség tagja lett.
Apja halála után azonban kilenc évig egy Los Angeles-i pékségben dolgozott éjszakai műszakos kenyércsomagolóként, de ezzel párhuzamosan a Dél-kaliforniai Egyetemen is tanult. Közben film ismertetéseket, 88 novellát és hat regényt írt, azonban ezek egyikét sem sikerült megjelentetnie.

## Pályafutása

### A kezdetek
Trumbo az 1930-as évek elején kezdte meg írói pályafutását, amikor cikkei, történetei olyan neves nagy példányszámú lapokban, magazinokban kezdtek megjelenni mint a Saturday Evening Post, a McCall's Magazine, a Vanity Fair illetve a Hollywood Spectator. 1934-ben lett a Hollywood Spectator főszerkesztője. Később távozott a magazintól, és forgatókönyvolvasóként vállalt munkát a Warner Bros. stúdió forgatókönyv részlegében.
Első megjelent regénye a Napfogyatkozás (Eclipse, 1935) volt, melyet még a nagy világválság idején adtak ki. Trumbo szociális realista stílusban ábrázolta grand junction-i éveit, a várost és a város népét. A könyvet azonban Grand Junctionben vegyesen fogadták, sokan vitatkoztak művészi valóságábrázolásával. Ennek ellenére évekkel halála után Trumbo egy szobrot kapott a Fő utcán (Main Streeten) az Avalon Színház előtt, amely egy híres fotója nyomán a fürdőkádban ülve ábrázolja amint egyik forgatókönyvét írja. Trumbo 1937-ben kezdett film forgatókönyveket írni, de közben folytatta a regényírást is. A Johnny háborúja (Johnny Got His Gun) című háborúellenes regényével elnyerte az egyik korai amerikai nemzeti könyvdíjat: az 1939 legeredetibb könyvének díját. Trumbo a regény ötletét egy évvel korábban olvasott újságcikkből merítette ami egy Prince nevű kanadai katonáról szólt, aki az első világháborúban elvesztette minden végtagját.
Az 1930-as évek végére, az 1940-es évek elejére Trumbo Hollywood egyik legjobban fizetett forgatókönyvírójává vált körülbelül 4000 dolláros heti fizetéssel, miközben megbízásokból egy év alatt további 80 ezret keresett. Olyan filmek elkészítésében vett részt, mint a Harminc másodperc Tokió felett (Thirty Seconds Over Tokyo, 1944), vagy A tőkéink zsenge szőlőt hoznak (Our Vines Have Tender Grapes, 1945). A Kitty Foyle – Egy nő története (Kitty Foyle, 1940) című film kapcsán jelölték a legjobb adaptált forgatókönyv díjára.
A második világháború idején a csendes-óceáni hadszíntéren haditudósítóként teljesített szolgálatot.

### Politikai nézetei és a feketelista
Trumbo már az 1940-es évek előtt is a kommunista párt szimpatizánsa volt, de csak 1943-ban lépett be a pártba. Emellett un. elszigetelődés párti álláspontot képviselt. Andrew Jackson elnök szellemét megidézve A nevezetes Andrew (The Remarkable Andrew) című regényében visszafogottan bár az Egyesült Államok második világháborúba való belépése ellen érvelt. Könyvismertetésében a Time Magazine némi gúnnyal jegyezte meg: „Jackson tábornok álláspontja mellett meglepő módon senki sem figyelt fel arra, hogy George Washington és Abraham Lincoln is utolsó éveiben a kommunista párt irányvonalának lelkes követője volt”.
A Szovjetunió elleni 1941-es német támadás hírére Trumbo és kiadója úgy döntöttek, hogy a háború végéig nem adják ki újból a Johnny háborúját. Ekkoriban Trumbo különböző személyektől „a zsidókat elítélő” leveleket kapott, amelyekben a Johnny háborújával igyekeztek alátámasztani azt az érvelésüket, miszerint a náci Németországgal „azonnali béketárgyalásokat” kell kezdeni. Trumbo bejelentette ezeket a leveleket az FBI-nak, de később megbánta ezt a döntését, amelyet „őrültségnek” bélyegzett. Ugyanis miután két FBI-ügynök kereste fel otthonában, megértette, hogy valójában „Nem a levelek iránt érdeklődtek, hanem irántam.”
1946-ban a Rob Wagner's Script Magazineban jelent meg „Az orosz fenyegetés” című cikke, amelyben Trumbo a második világháború utáni orosz emberek szemszögéből írt. Azt állította, hogy az oroszok megrettennek attól, ahogy nyomasztó amerikai haderő veszi körbe őket, miközben minden kommunista országokkal szimpatizáló nézetre gyanakvással tekintenek. Azzal fejezte be a cikket, hogy: „Ha orosz lennék ... aggódnék, és arra próbálnám ösztönözni a kormányomat, hogy azonnal tegyen intézkedéseket az ellen, ami a puszta létemet is fenyegeti. Ez az ami napjaink Oroszországában látható.” Azt állította, hogy valójában az Egyesült Államok „fenyegető” Oroszországgal szemben, ami inkább valós mint a „vörös fenyegetés” állandóan ismételgetett szlogenje Amerikában.
2000-ben Kenneth Billingsley neves antikommunista szerző szerint Trumbo a The Daily Workerben azt írta, a kommunista befolyás Hollywoodban megakadályozta, hogy olyan kommunista-ellenes könyvekből készítsenek filmeket, mint például Arthur Koestler Sötétség délben (Darkness at Noon, 1940) vagy A jógi és a komisszár (The Yogi and the Commissar, 1945) című regényei.
1946. július 29-én jelent meg William R. Wilkerson, a The Hollywood Reporter című lap kiadójának és alapítójának cikke a „TradeView” rovatban „Szavazat Joe Sztálinra” címmel. A cikkben Trumbót és másokat kommunista szimpatizánsként nevezett meg. Ezzel az első olyan személyeket azonosították, akiknek névsorát ezután „Billy feketelistája”-ként emlegettek. 1947 októberében erre alapozva az Amerikaellenes Tevékenységet Vizsgáló Bizottság (HUAC - House Un-American Activity Committee) beidézte Trumbot és kilenc hollywoodi filmes társát, hogy tanúskodjanak arról, hogy kommunista ügynökök és szimpatizánsok titokban kommunista propagandát csempésztek az amerikai filmekbe. Az írók alapvető, alkotmány biztosította jogaikra hivatkozva megtagadták, hogy vallomást tegyenek saját magukkal vagy bármely más személlyel kapcsolatosan, amiért az ellenük indított perekben a kongresszus megsértése vádjával börtönbüntetésre ítélték őket. Az első alkotmánykiegészítésre hivatkozva fellebbezést nyújtottak be a Legfelsőbb Bírósághoz, de a fellebbezést elutasították.

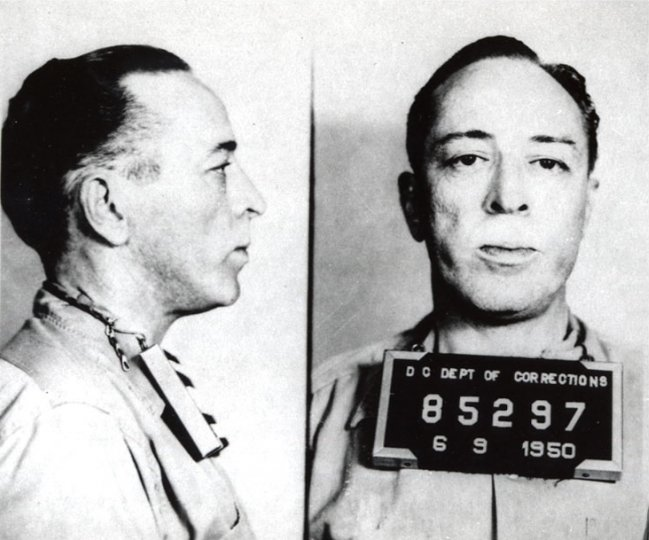
Trumbo rabosítási fényképe 1950-ből.

1950-ben Trumbo tizenegy hónapos börtönbüntetését Kentucky Államban, az ashland-i szövetségi büntetés-végrehajtási intézetben töltötte le. Itt kezdte írni a Római vakációt.
Az 1976-os Hollywood bíróság előtt (Hollywood On Trial) című dokumentumfilmben Trumbo azt nyilatkozta: „Ami aggasztó, hogy ez egy teljesen igazságos ítélet volt. Valóban megvetettem ezt a Kongresszust, és azóta is megvetettem. És a bűnösség vagy ártatlanság kérdése miatt soha nem is bánkódtam igazán. Az, hogy ez bűn vagy vétség volt egyáltalán, az volt az én bajom. Az én bánatom.”.
Közben az Amerikai Mozgókép Szövetség (MPAA - Motion Picture Association of America) nyilatkozatot adott ki arról, hogy Trumbo és társai nem dolgozhatnak többé az iparágban, kivéve ha eskü alatt megtagadják a kommunizmust. Börtönbüntetése letöltése után Trumbo eladta a házát, és családjával valamint Hugo Butlerrel és feleségével, Jean Rouverollal együtt Mexikóvárosba költözött, Hugo Butler ugyanis szintén feketelistára került. Mexikóban Trumbo 30 forgatókönyvet írt álnéven olyan B-kategóriás filmstúdiók számára, mint például a King Brothers Productions. Csak 1992-ben derült ki, hogy például a MacKinlay Kantor novellájából készült Fegyverbolondok (Gun Crazy, 1950) című film forgatókönyvét is valójában Trumbo írta.
Ebben a feketelistás időszakban írta meg Trumbo A bátor (The Brave One, 1956) című történetet a King-testvérek stúdiója számára. A Római vakációhoz hasonlóan a legjobb történetért kiosztott Akadémia Díjat (Oscar-díjat) kapott, amit azonban szintén nem tudott átvenni, mivel forgatókönyvírókét Robert Rich volt feltüntetve a filmben. Trumbo úgy emlékezett vissza, hogy ekkoriban átlagosan 1750 dollárt keresett filmenként. A két év alatt írt 18 forgatókönyvről azonban azt mondta, hogy „Ezek egyike sem volt igazán jó”.
1956-ban jelent meg ~Az ördög a könyvben (The Devil in the Book) című műve, amelyben a kaliforniai Smith-törvény alapján megvádolt 14 ember valódi meggyőződését elemezte. A törvény büntetőjogi szankciókkal fenyegette az amerikai kormány megdöntésére irányuló törekvések támogatását, és megkövetelte minden nem állampolgár felnőtt lakostól, hogy regisztráltassák magukat a kormánynál. A törvényt valójában a kommunista párt szimpatizánsai és tagjai ellen használták fel eleve azt feltételezve, hogy az amerikai kormány megdöntésére törekednek.

### Későbbi karrierje
Az ötvenes évek végére nem utolsósorban Trumbo erőfeszítéseinek, tevékenységének következtében a feketelista korlátozásai fokozatosan gyengültek. Otto Preminger filmrendező Trumbo-t kérte fel Exodus című filmje forgatókönyvének megírásához, amely Leon Uris azonos című regényéből készült. Röviddel ezután Kirk Douglas színész bejelentette, hogy Trumbo írta a forgatókönyvet Stanley Kubrick Spartacus című filmjéhez. Ezekkel a lépésekkel Preminger és Douglas sokat segítettek a feketelista korlátozásainak megszüntetéséhez. Trumbót visszavették az Amerikai Írók Céhébe, és minden későbbi írása már a saját neve alatt szerepelt. Végül 2011-ben a szövetség hivatalosan, nyilvánosan elismerte hogy ő volt a Római vakáció valódi írója.
1971-ben Trumbo rendezte a Johnny háborúja (Johnny Got His Gun) című regényéből írt azonos című filmet, amelyben Timothy Bottoms, Diane Varsi, Jason Robards és Donald Sutherland szerepelt. Az egyik utolsó híres film, amelynek forgatókönyvét Trumbo írta a Kennedy elnök elleni merénylet történetén alapuló Akció az elnök ellen (Executive Action, 1973) volt. 1975-ben az Akadémia hivatalosan is elismerte Trumbót Oscar-díjasnak A bátor című film írójaként, és a szobrot is átadták neki.

## Magánélete
1938-ban vette feleségül Cleo Finchert, aki Fresnóban született 1916. július 17-én, és elvált anyjával és testvérével költözött Los Angelesbe. Három gyermekük született: nagyobbik lányuk Nikola Trumbo (1939) pszichoterapeuta, a filmes, forgatókönyvíró Christopher Trumbo (1940), aki a hollywoodi feketelisták szakértőjévé vált, illetve kisebbik lányuk, Melissa Trumbo (1945), aki Mitzi néven ismert fotós volt.
Mitzi korai huszas éveikben ismerkedett össze Steve Martin komikussal, amiről Steve Martin 2007-ben megjelent Born Standing Up címmel megjelent visszaemlékezés kötetében így írt: „Mitzi lett a hivatalos fotósom, és tucatnyi filmtekercset lőtt el, hogy megtalálja a tökéletes, nyilvánosságnak szánt fotóimat.”
Cleo Trumbo 93 éves korában, 2009. október 9-én hunyt el Los Altosban időskori végelgyengülés következtében. Akkoriban fiatalabb lányánál, Mitzinél élt.

## Halála, öröksége
Trumbo évtizedeken keresztül szenvedélyes dohányos volt, rengeteg cigarettát szívott és szivarozott is. 1976. szeptember 10-én szívroham következtében hunyt el Los Angelesben, 71 éves korában.
1993-ban Trumbo posztumusz nyerte el az Akadémiai Díjat a Római vakációért. Az Oscart annak idején Ian McLellan Hunter kapta, akit Trumbo kért meg, hogy adja a nevét a forgatókönyvhöz. Az eseményre új szobor készült, ugyanis Hunter fia nem volt hajlandó átadni azt a szobort, amelyet apjától örökölt.
Christopher Trumbo 2003-ban az apja levelei alapján Trumbo: vörös, fehér és feketelistán (Trumbo: Red, White és Blacklisted) címmel írt színdarabot, amelyben számos olyan színész játszott, akivel apja pályafutása során találkozott, többek között Nathan Lane, Tim Robbins, Brian Dennehy, Ed Harris, Chris Cooper és Gore Vidal. Ő volt az egyik forgatókönyvírója apja életét feldolgozó, Trumbo című 2007-es dokumentumfilmnek, amelyhez fotókkal és egy interjú közreadásával is hozzájárult.
Életének feketelistás időszakáról szóló Trumbo című filmet 2015 novemberében mutatták be. A filmben az írót Bryan Cranston személyesítette meg. A forgatókönyvet a film rendezője, Jay Roach írta Bruce Cook 1964-ben megjelent Dalton Trumbo című könyve alapján. Cranstont alakításáért 2015-ben Oscar-díjra jelölték legjobb férfi főszereplő kategóriában.
Trumbo filmes hagyatéka, elsősorban az 1971-es háborús filmjének, a Johnny háborúba megy 35 mm-es gyártási anyaga az Akadémia Filmarchívumába került.

## Művei

### Film
- 1936 – Road Gang (Utcai banda, amerikai filmdráma, rendezte: Louis King) – forgatókönyv
- 1936 – Love Begins at Twenty (amerikai zenés vígjáték, rendezte: Frank McDonald) – forgatókönyv
- 1936 – Tugboat Princess (~A Princess vontatóhajó, kanadai-amerikai filmdráma, rendezte: David Selman) – történet
- 1937 – Devil's Playground (~Az ördög játszótere, amerikai romantikus filmdráma, rendezte: Erle C. Kenton) – forgatókönyv
- 1937 – That Man's Here Again (amerikai romantikus vígjáték, rendezte: Louis King) – közreműködő a forgatókönyv megírásában név feltüntetése nélkül
- 1937 – Tizenhatévesek (Thoroughbreds Don't Cry, amerikai zenés vígjáték, rendezte: Alfred E. Green) – forgatókönyv javítás
- 1938 – Tehetséges család (Everybody Sing, amerikai romantikus zenés vígjáték, rendezte: Edwin L. Marin) – közreműködő a dialógusok megírásánál név feltüntetése nélkül
- 1938 – 3 ember a hóban (Paradise for Three, amerikai romantikus vígjáték, rendezte: Edward Buzzell) – közreműködő a forgatókönyv megírásában név feltüntetése nélkül
- 1938 – Fugitives for a Night (~Menekülés az éjszakában, amerikai romantikus krimi, rendezte: Leslie Goodwins) – forgatókönyv
- 1938 – A Man to Remember (~Az emlékezés embere, amerikai romantikus filmdráma, rendezte: Garson Kanin) – forgatókönyv
- 1939 – The Flying Irishman (~A repülő ír, amerikai életrajzi film, rendezte: Leigh Jason) – forgatókönyv
- 1939 – Sorority House (~Leánykollégium, amerikai romantikus filmdráma, rendezte: John Farrow) – forgatókönyv
- 1939 – The Kid from Kokomo (~A kölyök Kokomoból, amerikai romantikus vígjáték, rendezte: Lewis Seiler) – történet a „Broadway Cavalier” alapján
- 1939 – Five Came Back (~Öten tértek vissza, amerikai kalandfilm, rendezte: John Farrow) – forgatókönyv
- 1939 – Career (~Karrier, amerikai filmdráma, rendezte: Leigh Jason) – író
- 1939 – Heaven with a Barbed Wire Fence (~Mennyország szögesdrót kerítéssel, amerikai filmdráma, rendezte: Ricardo Cortez) – forgatókönyv eredeti története alapján
- 1940 – The Lone Wolf Strikes (~A Magányos Farkas lesújt, amerikai krimi vígjáték, rendezte: Sidney Salkow) – történet
- 1940 – Half a Sinner (amerikai vígjáték, rendezte: Al Christie) – a „The Lady Takes a Chance” történetéből
- 1940 – Curtain Call (~Vastaps, amerikai romantikus vígjáték, rendezte: Frank Woodruff) – forgatókönyv
- 1940 – A Bill of Divorcement (amerikai filmdráma, rendezte: John Farrow)
- 1940 – We Who Are Young (~Mi, fiatalok, amerikai romantikus filmdráma, rendezte: Harold S. Bucquet) – eredeti forgatókönyv
- 1940 – Kitty Foyle – Egy nő története[6] (Kitty Foyle, amerikai romantikus filmdráma, rendezte: Sam Wood) – forgatókönyv
- 1941 – Accent on Love (amerikai filmdráma, rendezte: Ray McCarey) – történet
- 1941 – Hozzám tartozol (You Belong to Me, amerikai romantikus vígjáték, rendezte: Wesley Ruggles) – történet
- 1942 – The Remarkable Andrew (A nevezetes Andrew, amerikai vígjáték, rendezte: Stuart Heisler) – regény / forgatókönyv
- 1942 – Valahol megtalállak (Somewhere I'll Find You, amerikai romantikus háborús film, rendezte: Wesley Ruggles) – nincs feltüntetve
- 1942 – Boszorkányt vettem feleségül (I Married a Witch, amerikai romantikus vígjáték, rendezte: René Clair) – közreműködő író – nincs feltüntetve
- 1943 – A Guy Named Joe (A pasas neve: Joe, amerikai romantikus háborús film, rendezte: Victor Fleming) – forgatókönyv
- 1943 – Tender Comrade (~Lakótársak, amerikai romantikus filmdráma, rendezte: Edward Dmytryk) – író
- 1944 – 30 másodperc Tokió fölött[7] (Thirty Seconds Over Tokyo, amerikai háborús film, rendezte: Mervyn LeRoy) – forgatókönyv
- 1945 – Jealousy (~Féltékenység, amerikai bűnügyi film, rendezte: Gustav Machatý) – történet
- 1945 – A tőkéink zsenge szőlőt hoznak (Our Vines Have Tender Grapes, amerikai filmdráma, rendezte: Roy Rowland) – forgatókönyv
- 1947 – The Gangster (~A gengszter, amerikai bűnügyi film, rendezte: Gordon Wiles) – név feltüntetése nélkül
- 1950 – Fegyverbolondok (Gun Crazy, amerikai bűnügyi film, rendezte: Joseph H. Lewis) – forgatókönyv Millard Kaufman néven MacKinlay Kantor novellájából
- 1950 – Rocketship X-M (~Az X-M űrhajó, amerikai sci-fi, rendezte: Kurt Neumann) – név feltüntetése nélkül
- 1950 – Emergency Wedding (~Sürgős esküvő, amerikai vígjáték, rendezte: Edward Buzzell) – történet
- 1951 – The Prowler (~A csavargó, amerikai bűnügyi film, rendezte: Joseph Losey) – forgatókönyv név nélkül
- 1951 – He Ran All the Way (amerikai bűnügyi film, rendezte: John Berry) – forgatókönyv Guy Endore néven
- 1953 – Római vakáció (Roman Holiday, amerikai romantikus vígjáték, rendezte: William Wyler) – forgatókönyv és történet név nélkül (Ian McLellan Hunter forgatókönyvíró neve alatt)
- 1954 – Carnival Story (~Karneváli történet, amerikai-nyugatnémet filmdráma, rendezte: Kurt Neumann) – forgatókönyv név nélkül
- 1954 – Mannequins für Rio (~Rabszolgák Rio-ban, nyugatnémet-amerikai bűnügyi film, rendezte: Kurt Neumann) – név nélkül
- 1955 – The Court-Martial of Billy Mitchell (A Billy Mitchell-ügy, amerikai háborús film, rendezte: Otto Preminger) – név nélkül
- 1956 – The Boss (~A főnök, amerikai bűnügyi film, rendezte: Byron Haskin) – írta Ben Perry néven
- 1956 – The Brave One (A bátor,[8] amerikai filmdráma, rendezte: Irving Rapper) – forgatókönyv és történet Robert Rich néven
- 1957 – The Deerslayer (~Vadölő, amerikai kalandfilm, rendezte: Kurt Neumann) – név nélkül Cooper Vadölő című regényéből
- 1957 – The Brothers Rico (~A Rico fivérek, amerikai bűnügyi film, rendezte: Phil Karlson) – név nélkül
- 1957 – The Green-Eyed Blonde (~A zöld szemű szőke lány, amerikai filmdráma, rendezte: Bernard Girard) – írta Sally Stubblefield néven)
- 1958 – Mondvacsinált cowboy (Cowboy, amerikai vadnyugati film, rendezte: Delmer Daves) – forgatókönyv, név nélkül
- 1958 – Terror in a Texas Town (~Félelem egy texasi városban, amerikai vadnyugati film, rendezte: Joseph H. Lewis) – író Ben L. Perry néven
- 1959 – Career (~Karrier, amerikai filmdráma, rendezte: Joseph Anthony) – író Philip Stong regénye alapján Bert Granet-tel
- 1960 – Spartacus (Spartacus, amerikai történelmi filmdráma Howard Fast azonos című regénye alapján, rendezte: Stanley Kubrick) – forgatókönyv
- 1960 – Exodus (Exodus, amerikai történelmi filmdráma, rendezte: Otto Preminger) – forgatókönyv Leon Uris azonos című regénye alapján
- 1961 – Town Without Pity (amerikai-nyugatnémet-svájci bűnügyi film, rendezte: Gottfried Reinhardt) – forgatókönyv Manfred Gregor regénye alapján, név nélkül
- 1961 – A bölények éjszakája[9]
- 1961 – Az utolsó napnyugta[10] (The Last Sunset, amerikai vadnyugati film, rendezte: Robert Aldrich) – forgatókönyv
- 1962 – Az utolsó cowboy[11] (Lonely Are the Brave, amerikai vadnyugati film, rendezte: David Miller) – forgatókönyv
- 1965 – Út a szeretet felé (The Sandpiper, amerikai filmdráma, rendezte: Vincente Minnelli)
- 1966 – Hawaii (Hawaii, amerikai filmdráma, rendezte: George Roy Hill) – forgatókönyv
- 1966 – Silahlar patlayinca (~A fegyverek eldördülnek, török filmdráma, rendezte: Orhan Elmas) – Az utolsó napnyugta (The Last Sunset) forgatókönyve alapján
- 1968 – Az ezermester (The Fixer, angol filmdráma, rendezte: John Frankenheimer) – forgatókönyv Bernard Malamud regényéből
- 1971 – Johnny háborúba megy (Johnny Got His Gun, amerikai filmdráma, rendezte: Dalton Trumbo) – rendező és forgatókönyv azonos című regényéből
- 1971 – Lovasok (The Horsemen, amerikai kalandfilm, rendezte: John Frankenheimer) – forgatókönyv
- 1972 – FTA[12] (FTA, dokumentumfilm, rendezte: Francine Parker) A Johnny háborúba megy című regényéből / író: The FTA Show
- 1973 – Ilyenek voltunk (The Way We Were, amerikai romantikus filmdráma, Sydney Pollack) – társ író név feltüntetése nélkül
- 1973 – Akció az elnök ellen (Executive Action, amerikai politikai krimi, rendezte: David Miller) – forgatókönyv
- 1973 – Pillangó (Papillon, amerikai életrajzi filmdráma, rendezte: Franklin J. Schaffner) – forgatókönyv Henri Charrière azonos című önéletrajzi regényéből
- 1978 – Ishi: The Last of His Tribe (~Ishi: A törzs utolsó tagja, amerikai televíziós filmdráma Theodora Kroeber Quinn regényéből, rendezte: Robert Ellis Miller)
- 1987 – Még egy római vakáció (Roman Holiday, amerikai televíziós vígjáték, rendezte: Noel Nosseck) – történet eredetileg Ian McLellan Hunter néven
- 1989 – Örökké (Always, amerikai romantikus filmdráma, rendezte: Steven Spielberg) – A pasas neve: Joe (A Guy Named Joe) című forgatókönyve alapján
- 2008 – Johnny Got His Gun (~Johnny háborúba megy, amerikai filmdráma, rendezte: Rowan Joseph) – író
- 2017 – Papillon (~Pillangó, cseh-spanyol-amerikai életrajzi filmdráma az 1973-es film forgatókönyve alapján, rendezte: Michael Noer)
- 201? – Montezuma – filmterv eredeti forgatókönyve alapján

Dokumentumfilm
Trumboról, Hollywood feketelistás korszakáról, a Hollywoodi Tizekről számos dokumentumfilm született, amikben természetesen Trumbo is megszólalt.
- 2007 - Dalton Trumbo (amerikai dokumentumfilm, 2007)

### Regényei
- Eclipse (1935)
- Washington Jitters, 1936
- Johnny háborúja (Johnny Got His Gun, 1939) Cartaphilus Könyvkiadó, Budapest, 2008, FilmRegények sorozat, ISBN 9789632660011
- The Remarkable Andrew (~A nevezetes Andrew, 1940) (ismert Chronicle of a Literal Man azaz ~Egy irodalmár krónikája címen is.)
- The Biggest Thief in Town (~A legnagyobb tolvaj a városban, 1949 (színmű)
- Night of the Aurochs (~Az őstulkok éjszakája, 1979) (befejezetlen, szerk. R. Kirsch)

Egyéb könyvei
- Harry Bridges, 1941
- The Time of the Toad (~A varagyok kora, 1949)
- The Time Out of the Toad (~A varagyok kora után, 1972) (esszék)
- The Devil in the Book (~Az ördög a könyvben, 1956)
- Additional Dialogue: Letters of Dalton Trumbo, 1942–62 (~További párbeszéd: Dalton Trumbo levelei, 1942–62, szerk., H. Manfull, 1970)

### Színház
- 2002 – Johnny háborúja (rendezte: Ilan Eldad, bemutató: Budapesti Kamaraszínház - Shure Stúdió, 2002. október 18.)

## Magyarul
- Johnny háborúja; ford. Lázár Júlia; Cartaphilus, Bp., 2008 (Filmregények)

## Díjak és jelölések
- 1954 – Oscar-díj – Legjobb forgatókönyv (Római vakáció) (Ian McLellan Hunter neve alatt)
- 1957 – Oscar-díj – Legjobb forgatókönyv (A bátor) (Robert Rich álnéven nyert)
- 1971 – Cannes-i fesztivál – Zsűri Külön Nagydíja (Johnny háborúba megy)
- 1971 – Cannes-i fesztivál – FIPRESCI-díj (Johnny háborúba megy)

Jelölések:
- 1941 – Oscar-díj – jelölés a Legjobb adaptált forgatókönyv díjára (Leánysors)
- 1969 – Golden Globe-díj – jelölés a Legjobb forgatókönyv díjára (Az ezermester)
- 1971 – Cannes-i fesztivál – Arany Pálma jelölés (Johnny háborúba megy)

## Fordítás
- Ez a szócikk részben vagy egészben  a   Dalton Trumbo című angol Wikipédia-szócikk ezen változatának fordításán alapul.  Az eredeti cikk szerkesztőit annak laptörténete sorolja fel. Ez a jelzés csupán a megfogalmazás eredetét és a szerzői jogokat jelzi, nem szolgál a cikkben szereplő információk forrásmegjelöléseként.